# Đom đóm lá đoạn
Đom đóm lá đoạn (danh pháp khoa học: Alchornea tiliifolia) là một loài thực vật có hoa trong họ Đại kích. Loài này được (Benth.) Müll.Arg. mô tả khoa học đầu tiên năm 1865.